# Declaració de Drets de Virgínia
La Declaració de Drets de Virgínia és un document redactat al 1776 i aprovat el 12 de juny de 1776 que proclama l'existència de drets inherents en tots els homes, inclòs el dret a rebel·lar-se contra un govern "inadequat". És considerada la primera declaració de Drets Humans de l'era moderna i va influir a altres textos com la Declaració d'Independència dels Estats Units d'Amèrica (1776), la Declaració de Drets de la constitució dels Estats Units (1789) i la Declaració dels Drets de l'Home i del Ciutadà durant la Revolució Francesa.

## Contingut[calcitació]
1. Tots els homes són per naturalesa igualment lliures i independents, i tenen certs drets inherents, dels quals, quan entren a un estat de societat, no poden ser privats o postergats; en essència, el goig de la vida i la llibertat, junt als medis d'adquirir i posseir propietats, i la recerca i obtenció de la felicitat i la seguretat.
2. Tot poder resideix en el poble i, en conseqüència, en deriva; que els magistrats són els seus administradors i servents, en tot moment responsables davant el poble.
3. El govern és, o hauria de ser, instituït pel bé comú, la protecció i seguretat del poble, nació o comunitat; de totes les maneres i formes de govern, el millor és el capaç de produir el màxim grau de felicitat i seguretat, i és el més eficaçment protegit contra el perill de la mala administració; i que quan qualsevol govern sigui considerat inadequat, o contrari a aquests propòsits, una majoria de la comunitat té el dret indubtable, inalienable i irrevocable de reformar-lo, alterar-lo o abolir-lo, de la manera que més satisfaci el bé comú.
4. Cap home, o grup d'homes, tenen dret a emoluments exclusius o privilegiats de la comunitat, sinó en consideració a serveis públics, els quals, en no ser hereditaris, es contraposen al fet que els càrrecs de magistrat, legislador o jutge, ho siguin.
5. Els poders legislatiu i executiu de l'estat han de ser separats i diferents del judicial; que als membres dels dos primers els sigui evitat l'exercici de l'opressió a base de fer-los sentir les càrregues del poble i de fer-los participar en elles; per allò haurien, en períodes fixats, ser reduïts a un estat civil, tornats a aquell cos del que originalment foren trets; i que les vacants es cobreixin per mitjà d'eleccions freqüents, fixes i periòdics, en les quals, tots, o qualsevol part dels ex-membres, siguin de tornada elegibles, o inelegibles, segons dictin les lleis.
6. Les eleccions dels membres que serviran com a representants del poble en assemblea, deuen ser lliures; que tots els homes que tinguin suficient evidencia d'un permanent interès comú i vinculació amb la comunitat, tinguin dret al sufragi, i no se’ls pot imposar càrregues fiscals a les seves propietats ni desposseir-los d'aquelles propietats, per destinar-les a ús públic, sense el seu propi consentiment, o el del seus representants així escollits, ni estar obligats per cap llei que ells, de la mateixa manera, no hagin aprovat en nom del bé comú.
7. Tot poder de suspendre lleis, o l'executòria de les lleis, per qualsevol autoritat, sense consentiment dels representants del poble, és injuriós pels seus drets, i no es deuen exercir.
8. En tot judici capital o criminal, un home té dret a exigir la causa i naturalesa de l'acusació, a ser confrontat amb els acusadors i testimonis, a sol·licitar proves al seu favor, i a un judici ràpid per un jurat imparcial del seu veïnatge, sense el consentiment unànime, no pot ser declarat culpable; ni tampoc se’l pot obligar a presentar proves contra si mateix; que cap home sigui privat de la seva llibertat, llevat per la llei de la terra o el judici dels seus pares.
9. Que no calguin fiances excessives, ni s'imposin, ni es dictin càstigs cruels o anormals.
10. Les ordres judicials, per mitjà de les quals un funcionari o agent pot aplanar un lloc sospitós sense prova de cap fet comès, o arrestar a qualsevol persona o persones no mencionades, o el delit no estigui especialment descrit o provat, són opressives i cruels, i no deuen ser esteses.
11. En controvèrsies sobre la propietat, i en conflictes entre home i home, és preferible l'antic judici amb jurat a qualsevol altre, i deu considerar-se sagrat.
12. La llibertat de premsa és un de grans baluards de la llibertat, i mai pot restringir-la un govern despòtic.
13. Una milícia ben regulada, composta del cos del poble entrenat per les armes, és la defensa apropiada, natural i segura d'un estat lliure; que en temps de pau, els exèrcits permanents deuen evitar-se per perillosos per la llibertat; i que en tots els casos, els militars deuen subordinar-se estrictament al poder civil, i ser governats pel mateix.
14. El poble té dret a un govern uniforme; i, en conseqüència, no es deu nombrar o establir cap govern separat o independent del govern de Virgínia, dins els seus límits.
15. Cap govern lliure, o les benediccions de la llibertat, poden ser conservats per cap poble, sinó amb una ferma adhesió a la justícia, moderació, temprança, frugalitat i virtut, i amb una freqüent tornada als principis fonamentals.
16. La religió, o les obligacions que tenim amb el nostre creador, i la manera de complir-les, només poder ser dirigides per la raó i la convicció, no per la força o la violència; i, per tant, tots els homes tenen idèntic dret al lliure exercici de la religió, segons els dictats de la consciencia, i que és deure mutu de tots el practicar la indulgència, l'amor i la caritat cristianes.